# Abdelrazak Al Hussain
Abdelrazak Al Hussain (arab عبد الرزاق الحسين; ur. 15 września 1986 w Aleppo) – syryjski piłkarz, grający na pozycji pomocnika w klubie Al-Ansar FC.

## Kariera klubowa
Abdelrazak Al Hussain rozpoczął swoją zawodową karierę w 2003 roku w klubie Al-Hurriyya Aleppo. W latach 2006–2010 był zawodnikiem klubu Al-Jaish Damaszek. Z Al-Jaish zdobył mistrzostwo Syrii w 2010. W sezonie 2010/2011 był zawodnikiem klubu Al Karama. Następnie grał w saudyjskim Al-Taawoun FC, irackim Erbil SC (mistrzostwo w 2012), emirackich Dibba Al-Fujairah, Hatta Club i Dibba Al-Hisn, saudyjskim Al-Riyadh SC, libańskich Al-Ahed SC i Nejmeh SC oraz omańskim Al-Nasr Salala. W 2018 przeszedł do saudyjskiego Al-Ansar FC.

## Kariera reprezentacyjna
W reprezentacji Syrii Al Hussain zadebiutował 30 stycznia 2006 roku w zremisowanym 1:1 towarzyskim meczu z Bahrajnem. W 2011 został powołany na Puchar Azji. W reprezentacji rozegrał 51 spotkań i strzelił 11 bramek.